# Kościół Matki Boskiej Anielskiej w Przyworach
Kościół Matki Boskiej Anielskiej – rzymskokatolicki kościół parafialny w Przyworach. Świątynia należy do parafii Matki Boskiej Anielskiej w Przyworach w dekanacie Kamień Śląski, diecezji opolskiej.

## Historia kościoła
Kamień węgielny pod budowę kościoła w Przyworach został wmurowany w 1922 roku. Kościół wybudowano w 1923, poświęcono 21 maja 1923 roku. 2 sierpnia 1981 roku, została erygowana parafia w Przyworach. Kościół stał się zatem kościołem parafialnym.

## Architektura i wnętrze kościoła
Ołtarz główny przedstawia Matkę Boską Królową Anielską. Po obu jego stronach znajdują się witraże: z lewej strony Serca Pana Jezusa, a z prawej Niepokalanego Serca Maryi. Prezbiterium od nawy głównej oddzielają częściowo balaski. Z prezbiterium wchodzi się do dwóch zakrystii. Przed prezbiterium znajdują się dwa boczne ołtarze. Z lewej strony kościoła znajdowała się ambona, która w latach 70. XX wieku, została rozebrana. Okna zdobią witraże świętych:
- św. Jana Nepomucena,
- św. Urbana,
- św. Rocha,
- św. Barbary,
- św. Jadwigi,
- św. Anny.

Pod chórem znajdują się figury św. Antoniego i św. Jana Nepomucena oraz obraz przedstawiający św. Judę Tadeusza.
Początkowo kościół zdobiła drewniana wieżyczka z dzwonem, dopiero w 1939 roku domurowano wieżę kościelną i usytuowano w niej 3 dzwony.